# آندره لو دیسه
آندره لو دیسه (فرانسوی: André Le Dissez‎; ۱۱ نوامبر ۱۹۲۹ – ۴ مهٔ ۲۰۱۸) دوچرخه‌سوار اهل فرانسه بود.